# Meredith (Schiff, 1944)
Die USS Meredith (DD-726) war ein Zerstörer der Allen-M.-Sumner-Klasse der United States Navy. Sie stand 1944 für drei Monate im Dienst der US-Marine, bevor sie vor der französischen Küste sank.

## Geschichte
Die Meredith war das dritte Schiff dieses Namens und wurde am 26. Juli 1943 bei Bath Iron Works in Bath im US-Bundesstaat Maine auf Kiel gelegt. Nach der Schiffstaufe durch Mrs. William Kepper lief der Zerstörer am 21. Dezember 1943 vom Stapel und wurde am 14. März 1944 unter dem Kommando von Commander George Kauspfer bei der US-Marine offiziell in Dienst gestellt.
Nach ersten Erprobungsfahrten vor den Bermudas verließ die Meredith am 8. Mai Boston, um einen Versorgungskonvoi nach England zu eskortieren. Am 27. Mai traf sie in Plymouth ein. Am 5. und 6. Juni sicherte sie die Landungsflotte für die alliierte Invasion in der Normandie (Operation Overlord) und unterstützte am 6. Juni mit ihrem Geschützfeuer die am Abschnitt Utah Beach anlandenden US-Truppen.
In den Morgenstunden des 7. Juni lief die Meredith während einer Patrouillenfahrt auf eine deutsche Seemine. Dabei wurden sieben Besatzungsmitglieder getötet und 50 weitere verwundet, der Zerstörer wurde durch die Explosion schwer beschädigt und musste ins Schlepp genommen werden.
Am Morgen des 9. Juni geriet er an seinem Ankerplatz vor der Seinemündung in einen deutschen Bombenangriff. Durch die Bombentreffer wurden die Schäden noch weiter vergrößert, kurz danach zerbrach die Meredith ohne Vorwarnung in zwei Teile und versank.
Am 5. August 1960 wurde das Wrack zur Bergung freigegeben und an das Unternehmen St. Française de Recherches verkauft, im September 1960 gehoben und anschließend verschrottet.
Für ihren Einsatz im Zweiten Weltkrieg erhielt die Meredith den Battle Star.